# Siechkobelstiftung St. Leonhard
Die Siechkobelstiftung St. Leonhard war eine Stiftung der Reichsstadt Nürnberg.

## Beschreibung
Der Siechkobel St. Leonhard wurde wohl zu Beginn des 14. Jahrhunderts gegründet. Seit 1317 gab es 1500 Meter südwestlich des Spittlertors eine Leonhardskapelle, die vom Lorenzer Pfarrer Hermann Schürstab gestiftet wurde. Im Siechkobel konnten maximal sieben mit Aussatz behaftete Frauen untergebracht werden, später mit dem Verschwinden der Lepra waren es alte oder chronisch kranke Frauen. Eine von diesen Frauen wurde zur Meisterin gewählt, die einen Pfleger bestimmen konnte, der sie vertrat. Am 18. Februar 1362 wurde die Pfründestiftung gegründet. Über die Art oder den Umfang lässt sich wenig sagen, da fast sämtliche Dokumente verloren gegangen sind. Grundherrschaftliche Ansprüche hatte die Siechkobelstiftung St. Leonhard – im Gegensatz zu den anderen Nürnberger Stiftungen – keine, mit Ausnahme zweier Anwesen in St. Leonhard selbst. 1807 wurde die Stiftung auf Anordnung des Bayerischen Landkommissariats Ansbach aufgelöst und versteigert; der nach Abzug der Verbindlichkeiten verbleibende Erlös fiel an das Spitalamt Heilig Geist.